# Krzysztof Szlifirski
Krzysztof Witold Szlifirski (ur. 13 lutego 1934 w Warszawie) – polski reżyser, profesor sztuk muzycznych.

## Życiorys
W 1997 r. uzyskał tytuł profesora sztuk muzycznych. Pracował w Katedrze Akustyki Muzycznej na Wydziale Reżyserii Dźwięku Akademii Muzycznej im. Fryderyka Chopina, oraz był członkiem Sekcji VII – Sztuki Centralnej Komisji do Spraw Stopni i Tytułów.

## Odznaczenia i wyróżnienia
- Nagroda Ministra Kultury i Sztuki (trzykrotnie)[2]
- Złoty Krzyż Zasługi[2]
- Krzyż Kawalerski Orderu Odrodzenia Polski[2]